# 真心実
真心 実（まごころ みのり、1988年4月6日 - ）は、日本のAV女優。埼玉県出身。
桜木えり（さくらぎ えり）、立花エリ子（たちばな えりこ）名義でも活動していた。　
デビュー前はたこ焼屋でアルバイトをしていたと語っている。特技はバイオリンで作品の中でも披露している。

## 略歴
- 2006年に「桜木えり」としてAVデビュー。
- 2008年に真心実に改名。

現在は愛純彩（アイズミアヤ）として活動

## 作品

### アダルトビデオ
桜木えり 名義
2006年
- 素人鬼畜生姦 罰十九（6月22日、プレステージ）
- めがねメイドマニア バーチャル主観（7月13日、カルマ）
- SODグループ夏期合宿一転! 第2回 女子社員の丸ごと下着水泳大会（7月20日、SODクリエイト）※「桜木亜由美」名義
- 拷問診察室 美少女クリニック 19 立花エリ子 女子大生20才（8月4日、ベイビーエンターテイメント）
- たとえば義妹がいたとして…（9月15日、ドリームチケット）オムニバス作品
- Bloomer.PM4:25 放課後ブルマ 夕方、静かな教室で（10月15日、ドリームチケット）オムニバス作品

2007年
- バウンティーハンター ERI（2月23日、ギガ）
- 憑依～ひょうい～ 第1巻 桜木えり（4月13日、GALLOP）
- ネクストレディ 桜木えり（4月24日、ギガ）
- ねぇ、お兄ちゃん!04（4月27日、ゴーゴーズ）オムニバス作品
- ヒロイン洗脳 2 桜木えり（5月25日、ギガ）
- 実録 人妻調教X 桜木真由（6月1日、KIプランニング）
- ヒロイン陵辱ガンセイバー晒し者レイプ 桜木えり（6月22日、ギガ）
- 悩殺猥褻美脚 アパレル勤務 えり（7月12日、KIプランニング）
- サディスクリーム Vol.01 桜木えり（8月10日、ギガ）
- 女子校生 HUNTING えり（8月31日、笠倉出版社）
- 大人の玩具 桜木えり（9月1日、シネマジック）
- ねぇ、お兄ちゃん!05（10月19日、ゴーゴーズ）オムニバス作品
- 少女嬲りコレクション 女子校生 HUNTING 4時間（11月30日、笠倉出版社）

2008年
- 人間外（1月24日、姦姦倶楽部）
- シチュエーション別ナマ撮りオムニバス 厳選女優30名スペシャルLIVE!! VOL.5（4月5日、ドリームチケット）
- ザ ノーズプレイ コレクションDX5（8月1日、シネマジック）

真心実 名義
2008年
- 究極の妄想発明シリーズ第9弾 時間が止まる腕時計 パート2 ～半径10M以内の女の子がピタッ!いつでもどこでもハレンチ天国～ （10月9日、ROCKET）オムニバス作品
- 念願の○○になった!スイミングスクールコーチ編（11月6日、V&Rプロダクツ）
- 究極の妄想発明シリーズ第10弾 女体あやつり人形 ～女のカラダを思いのままに操って辱め!軟体エロポーズでハレンチ天国～（11月6日、ROCKET）
- 「工場で働く自分の魅力に気付いてないダイヤの原石美人はキレイで時給850円なのにおやじ達の3Kチ○ポ(クサイ／カタイ／キタナイ)も拒めない」（11月6日、DANDY）
- 女子校生 みのり（11月8日、隼エージェンシー）
- 流出 個人撮影 素人美少女中出し援交 4（11月21日、プレステージ）
- 「キスまで3cm 田舎のガラ空き路線バスを満員にして純真無垢な女子学生に密着したらヤれるか?」 VOL.1（12月18日、DANDY）
- 彼氏がいるのに視線を合わせて来る女は2人きりになった瞬間2秒で燃えあがる（12月18日、ナチュラルハイ）
- 丁寧語でお仕置きされちゃった僕。（12月25日、アロマ企画）オムニバス作品
- 対面相互愛撫 ま○こイジりながらち○ぽシゴかれちゃった僕。（12月25日、アロマ企画）オムニバス作品
- 腐女子痴女。（12月25日、レイディックス）
- ザ・カメラテスト・61 ああっおちんちん気持ちいい!2年ぶりなんです 涙が出ちゃう（12月31日、アテナ映像）オムニバス作品

2009年
- フェラコレ2009冬SP（1月15日、隼エージェンシー）オムニバス作品
- 若妻不倫旅情 act.001 みのりの告白（1月23日、ゴーゴーズ）
- ドエロ奥さん 3（1月30日、LEO）オムニバス作品
- 黒ストッキング限定 女子社員 2（2月20日、グレイズ）オムニバス作品
- 真性M（3月1日、中嶋興業）
- 人間便器　(3月5日) 水洗型和式人間便器
- 新奴隷島 第四章 君を守りたいから…（3月7日、アタッカーズ）
- OL社内中出しレイプ（3月13日、TMA）オムニバス作品
- 逆ナンパ女子校生3 （3月15日、隼エージェンシー）オムニバス作品
- こだわりの手コキ 4時間SP 11 33人のハンドメイド（3月15日、隼エージェンシー）オムニバス作品
- 鬼 変態陵辱責め 極マゾ美人女子大生 ミナコ崩壊 古田美奈子 21歳（3月16日、カルロス）
- いい女を拉致して監禁してレイプする（3月19日、ミスター・インパクト）オムニバス作品
- 極上手コキ Vol.5（4月19日、ミスター・インパクト）オムニバス作品
- ロリレイプ 4（4月19日、ミスター・インパクト）オムニバス作品
- 抱きたい!おやじ好みの借金娘たち（4月25日、ながえスタイル）オムニバス作品
- ある惑星のオスとメス 妄想的交尾（4月25日、ながえスタイル）オムニバス作品
- 凌辱玩具肉便器（5月15日、LEO）オムニバス作品
- 究極の妄想発明シリーズ第14弾 女体あやつり人形 パート2 ～女のカラダを思いのままに操って辱め!軟体エロポーズでハレンチ天国～（5月21日、ROCKET）オムニバス作品
- 卑猥な幼き肉体 家出娘に群がるおやじたち（5月25日、ながえスタイル）
- 世界で一番卑猥な接吻 3（5月25日、ながえスタイル）オムニバス作品
- ふたなり白百合女学院 2（5月29日、TMA）
- ユーザーリクエスト祭り作品No.4 ユーザー様みんなでよってたかって辱めSPECIAL ROCKET出演人気女優と朝まで王様ゲーム（6月4日、ROCKET）
- ユーザーリクエスト祭り作品No.2 ユーザー発究極の妄想発明シリーズ特別版 ボディジャック ～エッチな幽体離脱で女のカラダに憑依していつでもどこでもハレンチ天国～（6月4日、ROCKET）
- S-Cute ex 29（6月5日、S-Cute）オムニバス作品
- おしゃぶり予備校14（6月19日、映天）
- 父は私の前に居続ける（7月7日、アタッカーズ）
- フェラコレ2009夏SP 30人のフェラジェンヌ（7月15日、隼エージェンシー）オムニバス作品
- 100年に一度の大不況。そんな今のスカウト事情全部見せます!素人娘が裸になる瞬間!（7月23日、V&Rプロダクツ）
- 禁断スワッピング 愛娘ダッチワイフ（7月25日、ながえスタイル）オムニバス作品
- 夢を叶えるセックス ドスケベ女がやりたい放題!（8月25日、ながえスタイル）オムニバス作品
- 奴隷街（12月7日、アタッカーズ）

2010年
- キスして手コキして抜いてあげる（1月19日、ミスター・インパクト）オムニバス作品

### オリジナルビデオ
- 揺れる電車の中で　新妻のゴージャスな肢体(2008年12月26日、オンリーハーツ)
- 驚愕! リアルドラマSP 本当にあったエロい話（2009年3月20日、エースデュースエンタテインメント）オムニバス作品